# Handel i usługi w Szczecinie
W 2010 w Szczecinie było zarejestrowanych 6639 prywatnych spółek handlowych, a 1955 z nich miało udział kapitału zagranicznego. Zarejestrowanych w Szczecinie było 9164 podmiotów gospodarczych zajmujących się typowo handlem detalicznym, a handlem hurtowym 5186 podmiotów (sekcja G dział 46 i 47 PKD).

## Drobny handel
W Szczecinie funkcjonuje kilka targowisk. Największy z nich to „Manhattan” położony przy ulicy Staszica.
| nazwa targowiska                      | położenie                                                                      | uwagi i przypisy                                                                    |
| ------------------------------------- | ------------------------------------------------------------------------------ | ----------------------------------------------------------------------------------- |
| Targowisko "Manhattan"                | ul. Sztaszica                                                                  | Największe targowisko w mieście.                                                    |
| Targowisko "Centrum Handlowe Pogodno" | otoczony ulicami: Mickiewicza, Reymonta, Grzegorza z Santoka i ulicą bez nazwy | Prawdopodobnie najstarsze targowisko w Szczecinie.                                  |
| Targowisko "Turzyn"                   | ul. Kordeckiego                                                                | Drugie co do wielkości targowisko w Szczecinie, obiekt po dużym remoncie w 2017.    |
| Targowisko "Zdroje"                   | ul. Młodzieży Polskiej                                                         | [ 3 ]                                                                               |
| Targowisko przy ul. Zawadzkiego       | ul. Zawadzkiego                                                                | W 2022 istniały obawy, że targowisko zostanie zamknięte, obiekt udało się uchronić. |

Kilka targowisk zostało zlikwidowanych. m.in. Targowisko w Dąbiu przy ulicy Dziennikarskiej.

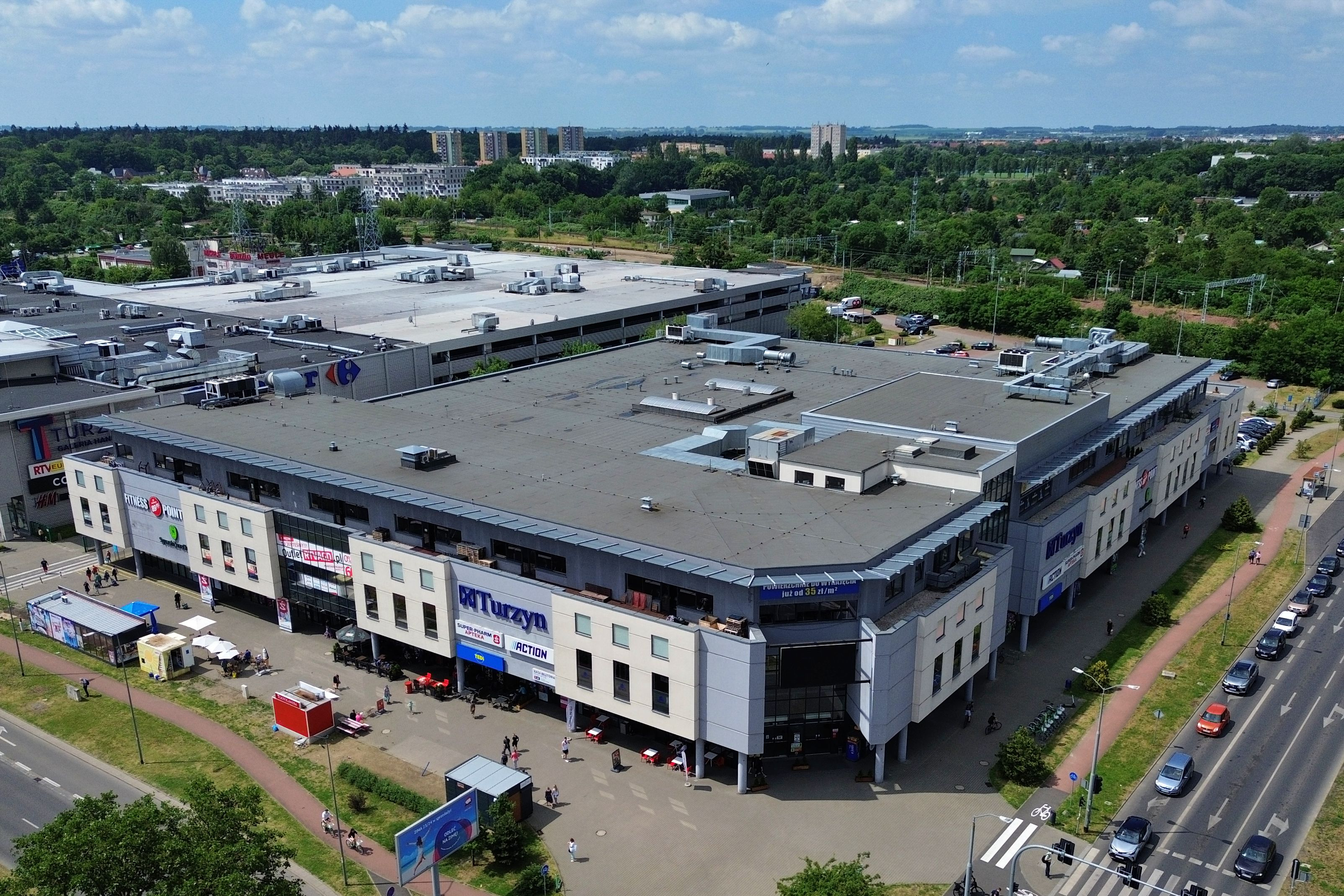
"Nowy Turzyn"

W mieście funkcjonują też centra handlowe, które powstały z inicjatywy szczecińskich kupców. Są to:
- Nowy Turzyn – centrum handlowe otwarte w kwietniu 2011 w miejscu starego „Targowiska Turzyn” o powierzchni handlowej 14 185 m²[7], znajdująca się na dzielnicy Turzyn, tuż obok Galerii Handlowej Turzyn. Oferuje 250 punktów handlowych i usługowych[8]. Największą powierzchnię zajmuje sklep sieci Action otwarty w 2022[9].

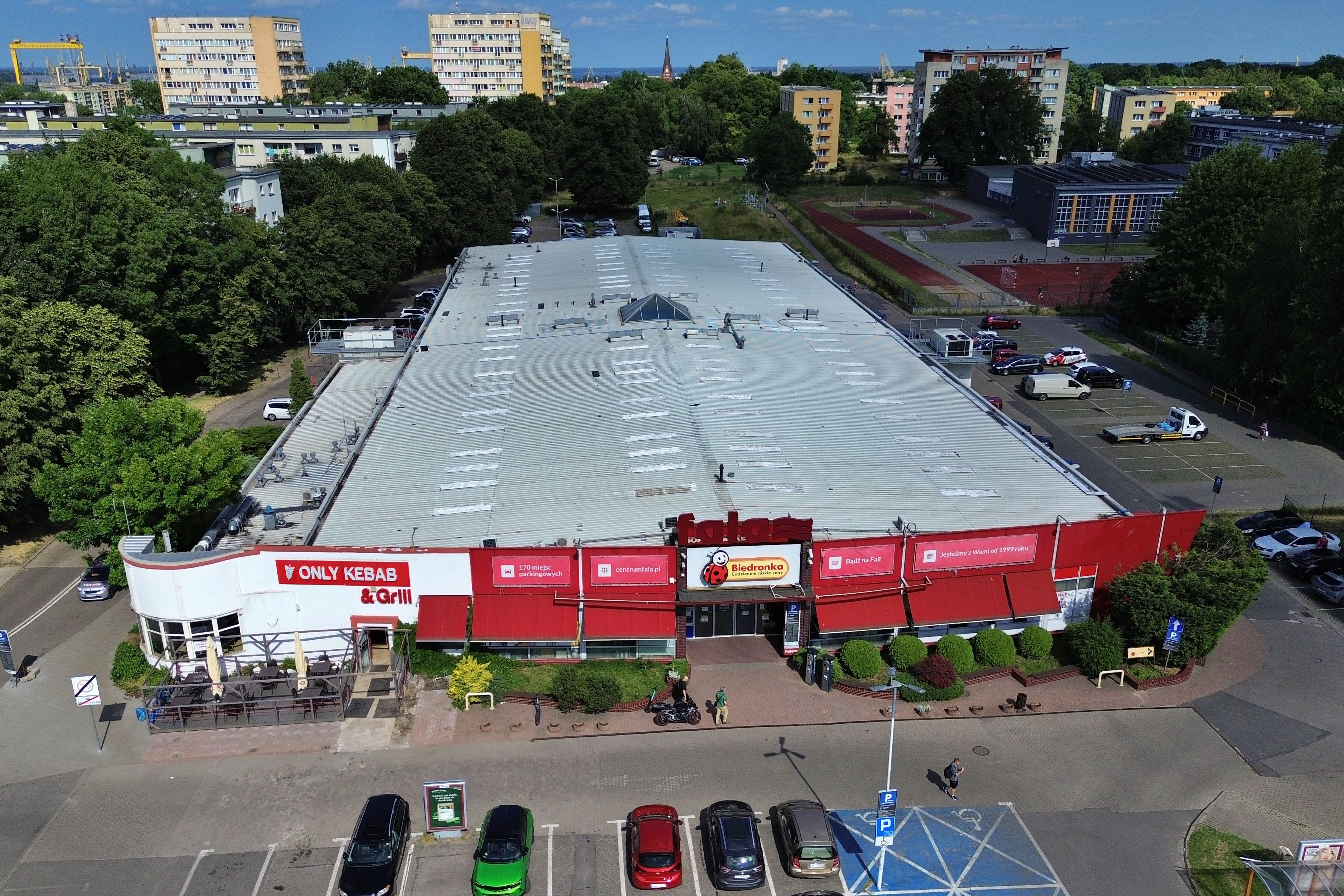
"Fala"

- Fala – centrum handlowe przy alei Wyzwolenia o powierzchni handlowej 4 500 m², w którym usytuowanych jest 100 lokali handlowych i usługowych, a także supermarket Biedronka na powierzchni 800 m². Centrum należy do spółki prawa handlowego zrzeszającej kupców szczecińskich i zostało wybudowane w 1999[10].

- CH „Wilcza” – w 2007 centrum zrzeszało 46 kupców[11].

## Obiekty wielkopowierzchniowe

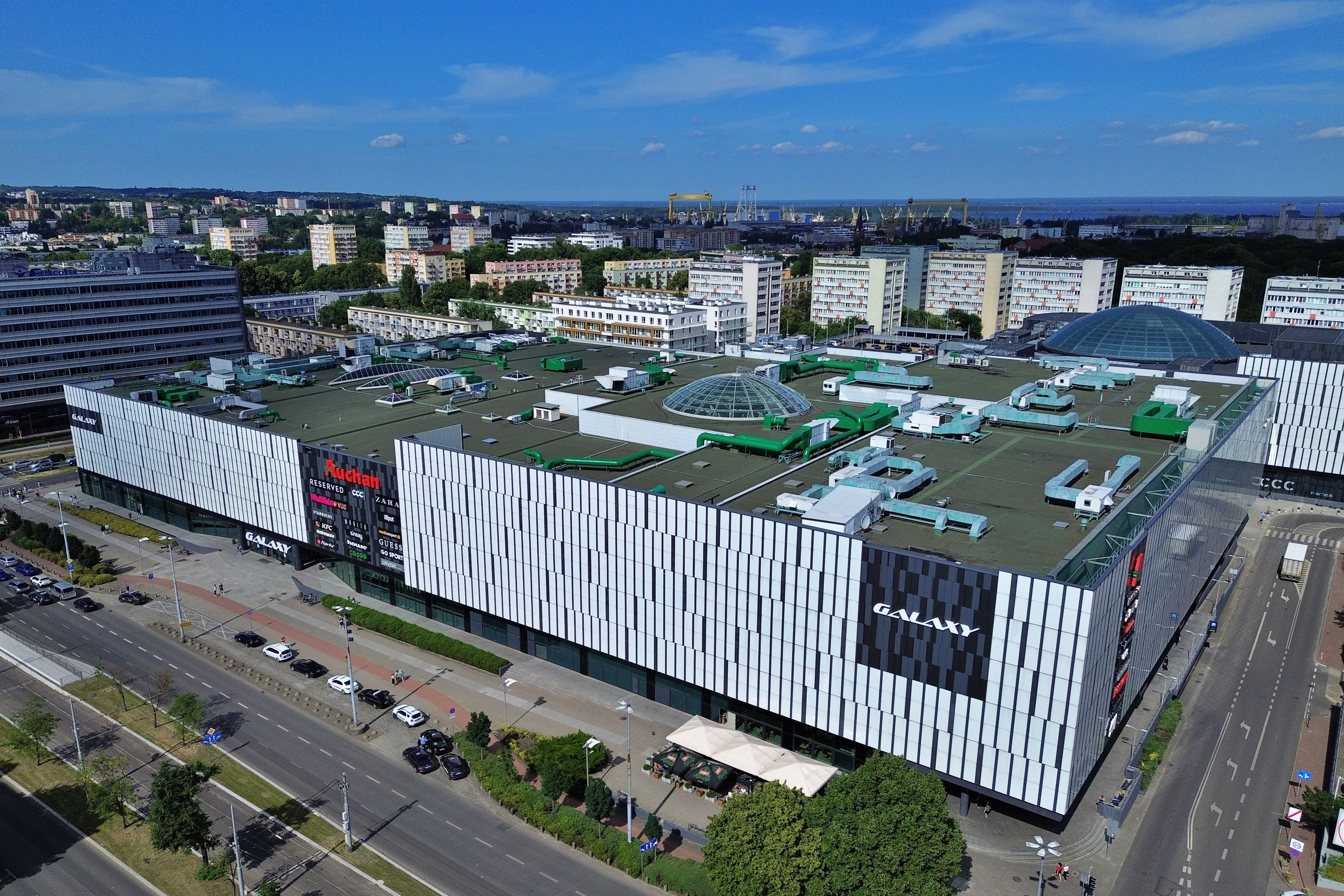
"Galaxy"

- Galaxy – centrum handlowo-rozrywkowe w Szczecinie. Znajduje się przy skrzyżowaniu alei Wyzwolenia z ulicą Jacka Malczewskiego, w bliskim sąsiedztwie PAZIMu. Właścicielem obiektu jest kielecka firma Echo Investment. Centrum zostało otwarte w październiku 2003[12]. W listopadzie 2017 oddano do użytku nową część galerii, którą zbudowano na miejscu dawnego hotelu Orbis Neptun, zburzonego w 2011. Po rozbudowie posiada powierzchnię handlową 59 500 m²[13] na trzech kondygnacjach. W obiekcie znajduje się obecnie 200 sklepów różnych branż[14], punktów gastronomicznych oraz hipermarket Auchan (dawniej Real) o powierzchni 7 700 m²[15]. Posiada 1,5 tys. miejsc parkingowych[16] – dwa parkingi: podziemny i przylegający pięciokondygnacyjny. W Galaxy poza sklepami można znaleźć m.in. dziewięciosalowe Multikino, kręgielnię czy – otwartą w 2017 – siłownię Calypso. Właściciel obiektu deklaruje, że w ciągu całego 2012 centrum odwiedziło około 12 mln osób[17].

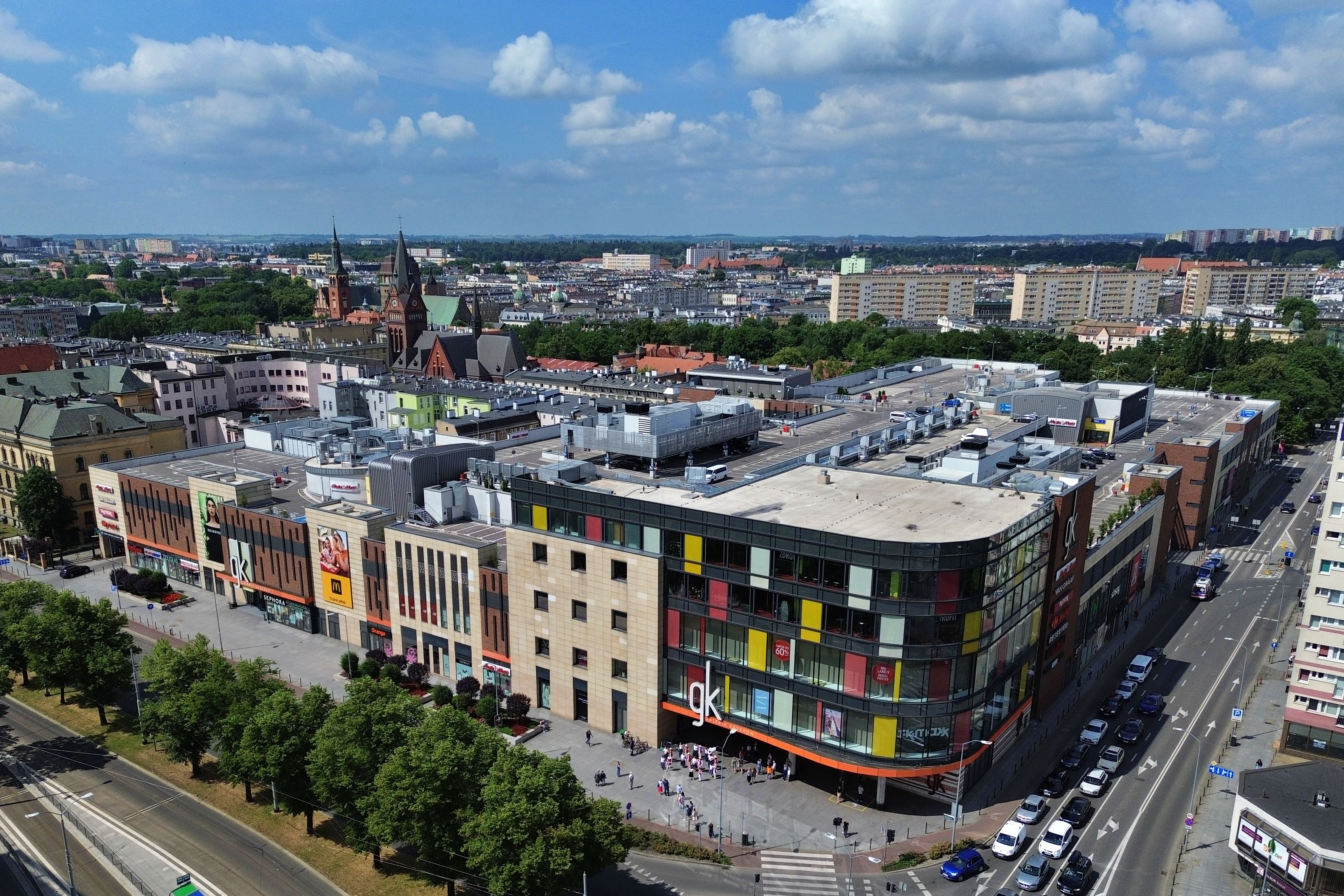
„Kaskada”

- Galeria Kaskada – galeria handlowa w centrum miasta powstała w miejscu byłego Kombinatu gastronomicznego o tej samej nazwie przy alei Niepodległości w której znajduje się ponad 140 sklepów, restauracji i punktów usługowych. Posiada 43 000 m² powierzchni handlowej oraz 1 tys. miejsc parkingowych[18], obiekt został otwarty we wrześniu 2011[19]. Właściciel obiektu deklaruje, że w ciągu całego 2012 centrum odwiedziło 9 mln osób[17].

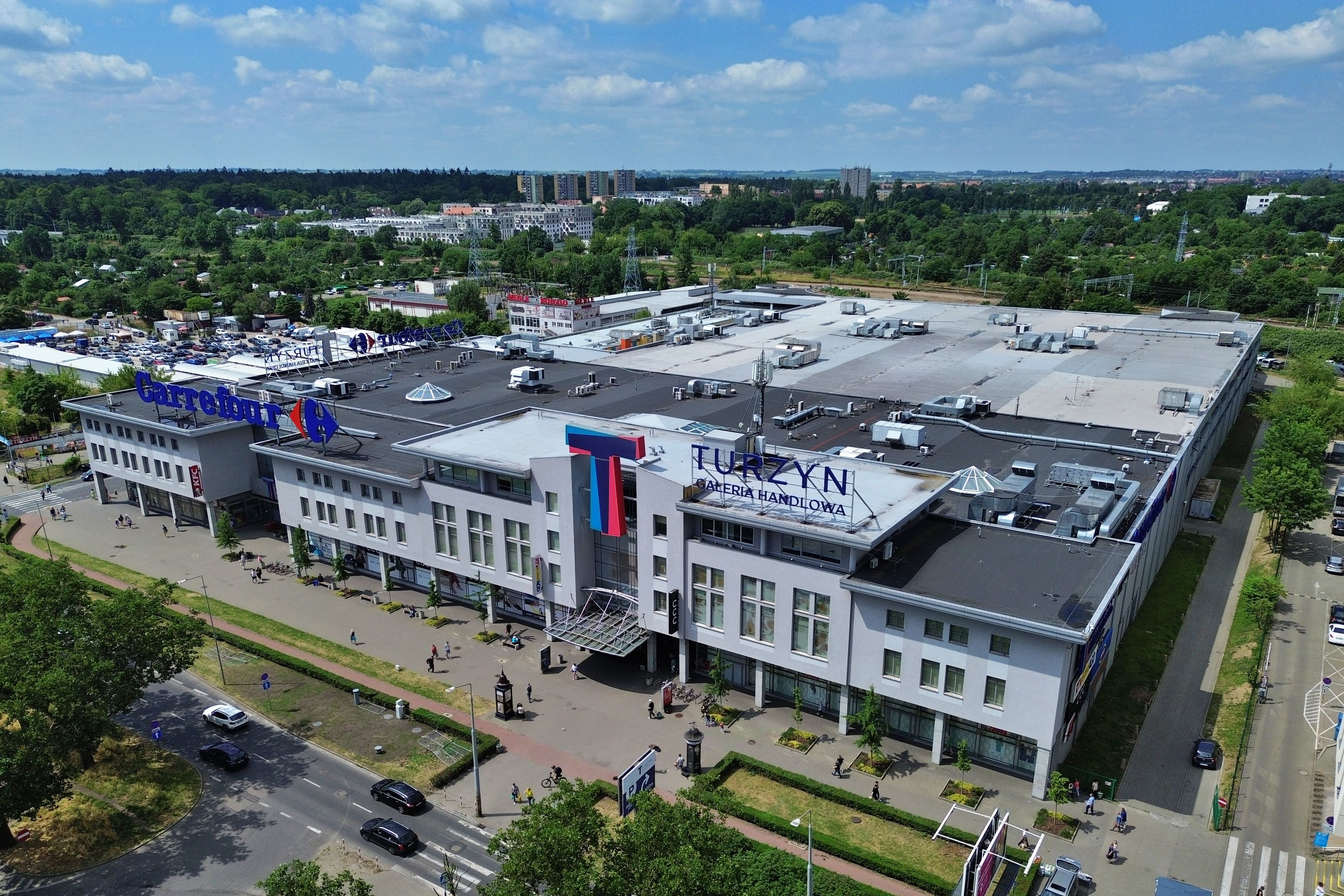
„Turzyn”

- Galeria Handlowa Turzyn – galeria handlowa spółki należącej do Simon Property Group i Invanhoe Cambridge znajdująca się w dzielnicy Turzyn istniejąca od listopada 2001 i przebudowana w 2015. Ma powierzchnię handlową 27 500 m²[20], 68 sklepów (w tym m.in. hipermarket Carrefour) i 800 miejsc parkingowych[21][22].

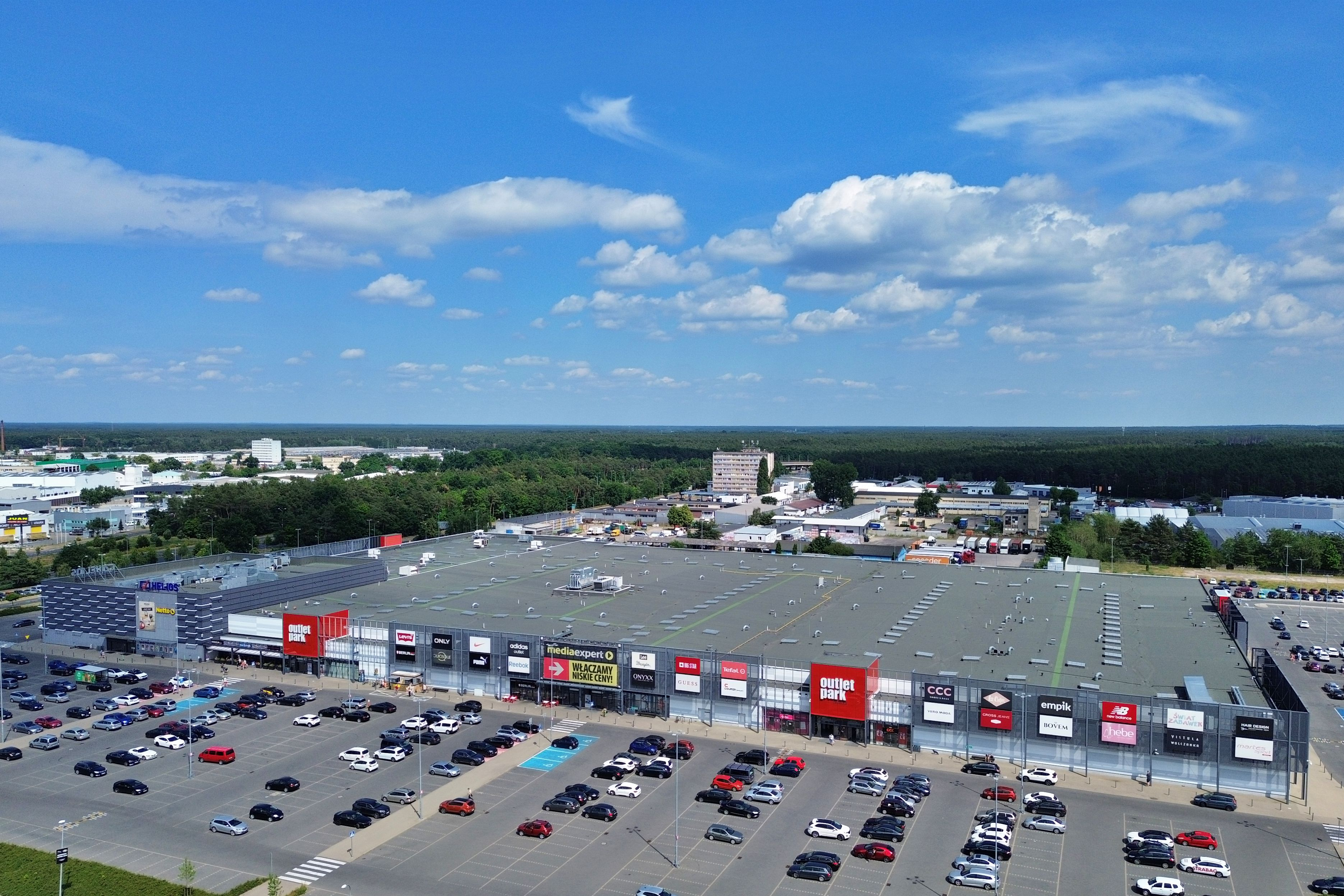
"Outlet Park"

- Outlet Park Szczecin – centrum wyprzedażowe zlokalizowane na Prawobrzeżu o powierzchni handlowej 28 800 m²[23], na których znajduje się 120 sklepów[24], supermarket Netto oraz kino Helios. Outlet Park rozpoczął działalność w listopadzie 2012, natomiast rozbudowy w latach 2015 oraz 2017 poszerzyły ofertę handlową. Obiekt posiada 1,1 tys. miejsc parkingowych[24].

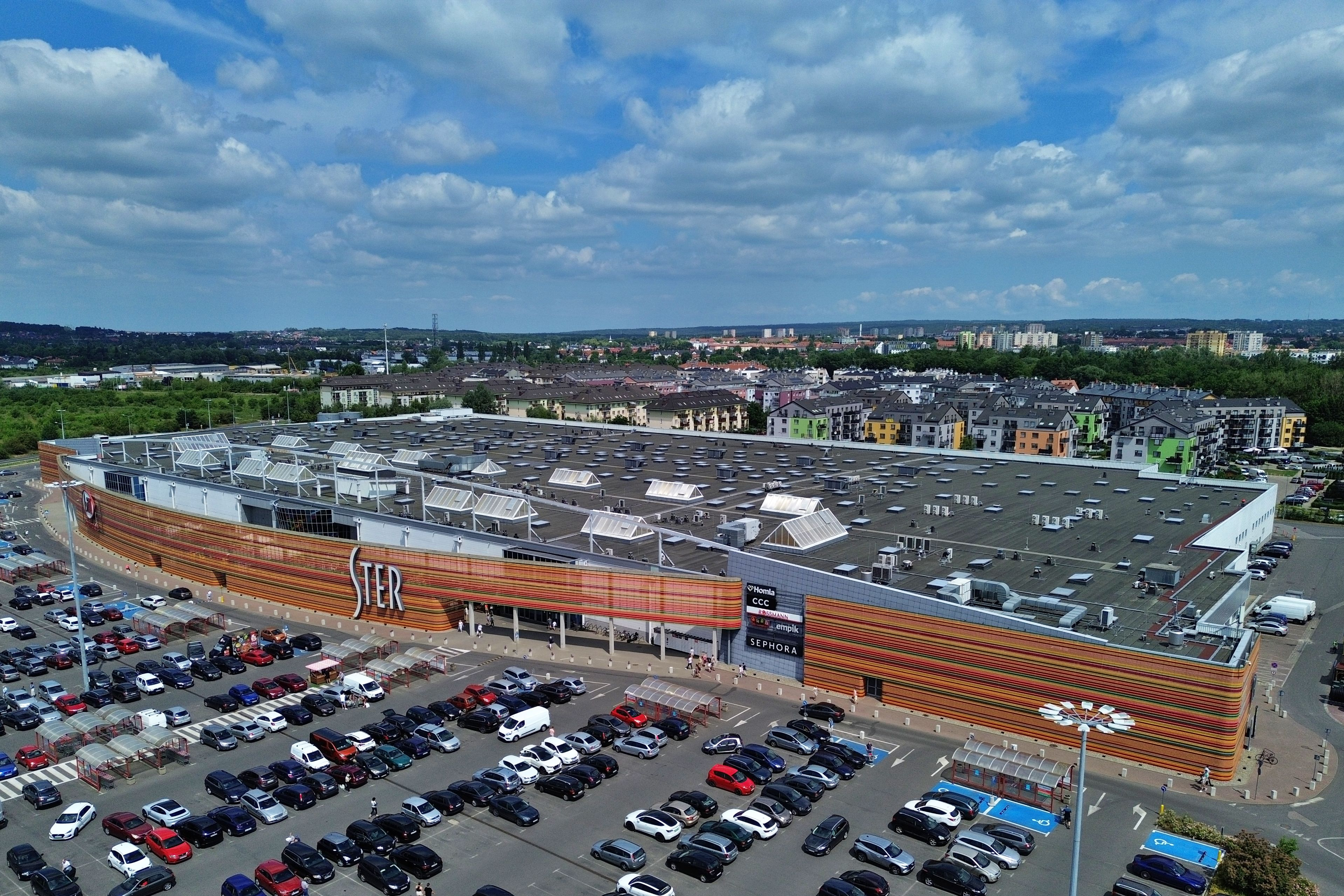
„Ster”

- Centrum Handlowe Ster – centrum handlowe w zachodniej części miasta istniejące od października 1999[25] o powierzchni handlowej 32 000 m²[26]. Centrum zostało wyremontowane w 2014 i obejmuje 60 sklepów oraz hipermarket Bi1 o powierzchni 8000 m²[27] (dawniej Real, a jeszcze wcześniej Géant). Obiekt posiada 1,7 tys. miejsc parkingowych. W bliskim sąsiedztwie znajduje się market budowlany Castorama. Przed 2003, centrum działało pod nazwą „King Cross”[28].

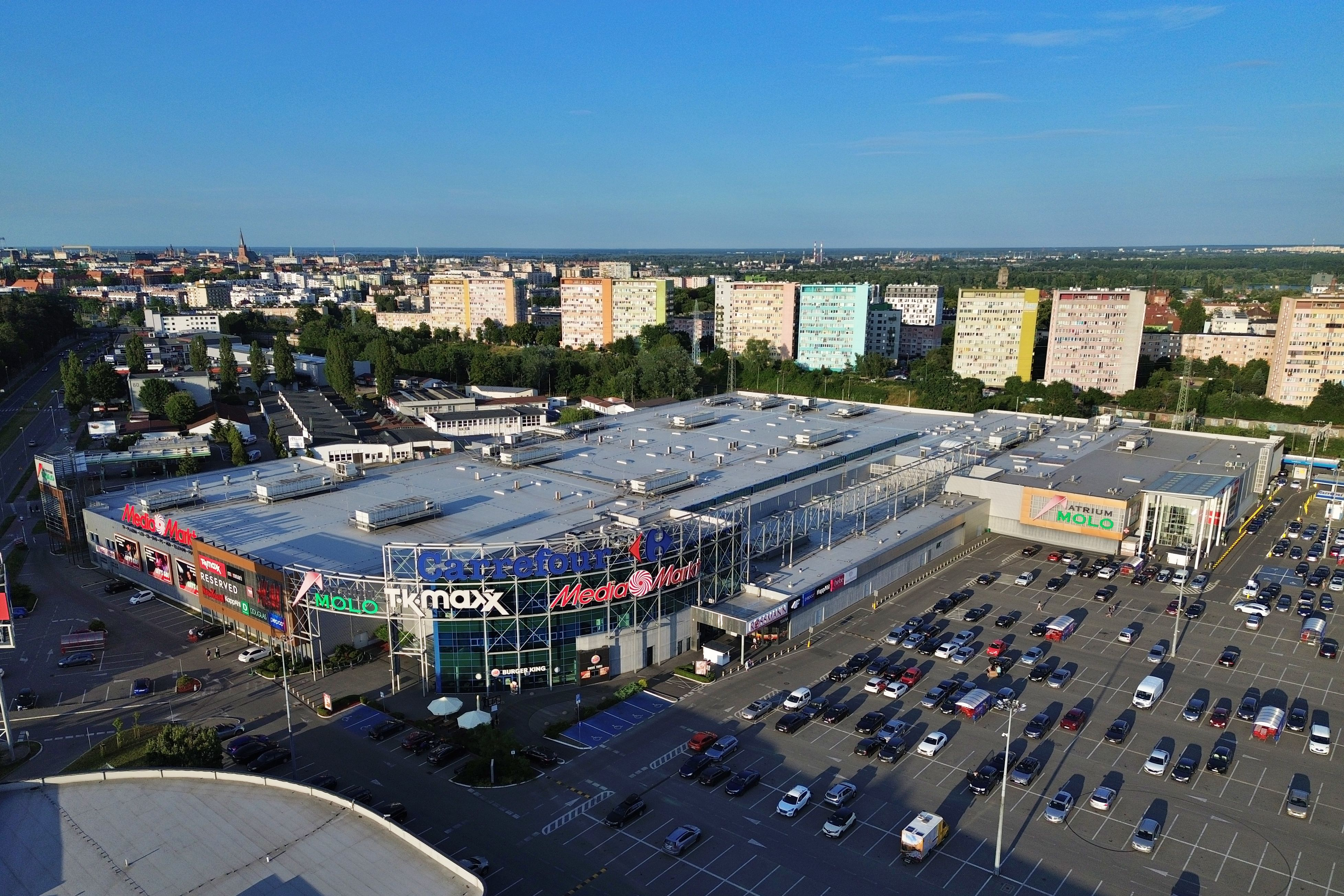
„Atrium Molo”

- Omni Molo – centrum handlowe położone w dzielnicy Pomorzany przy ulicy Mieszka I o powierzchni handlowej 26 235 m², w którym większą część zajmują hipermarket Carrefour (dawniej Hypernova), market ze sprzętem elektronicznym Media Markt oraz market z artykułami wyposażenia i wykończenia wnętrz Komfort. Znajduje się w nim także ponad 40 innych sklepów i punktów usługowych. Przy centrum znajduje się parking na ponad 860 samochodów oraz stacja paliw Carrefour[29]. Centrum handlowe otwarto w listopadzie 2000 jako CH Piast[30], natomiast jego modernizacja zakończyła się w listopadzie 2010[31]. Później nazywało się Atrium Molo. W 2023 zostało przejęte przez Metropol Group i zmieniło nazwę na Omni Molo[32].

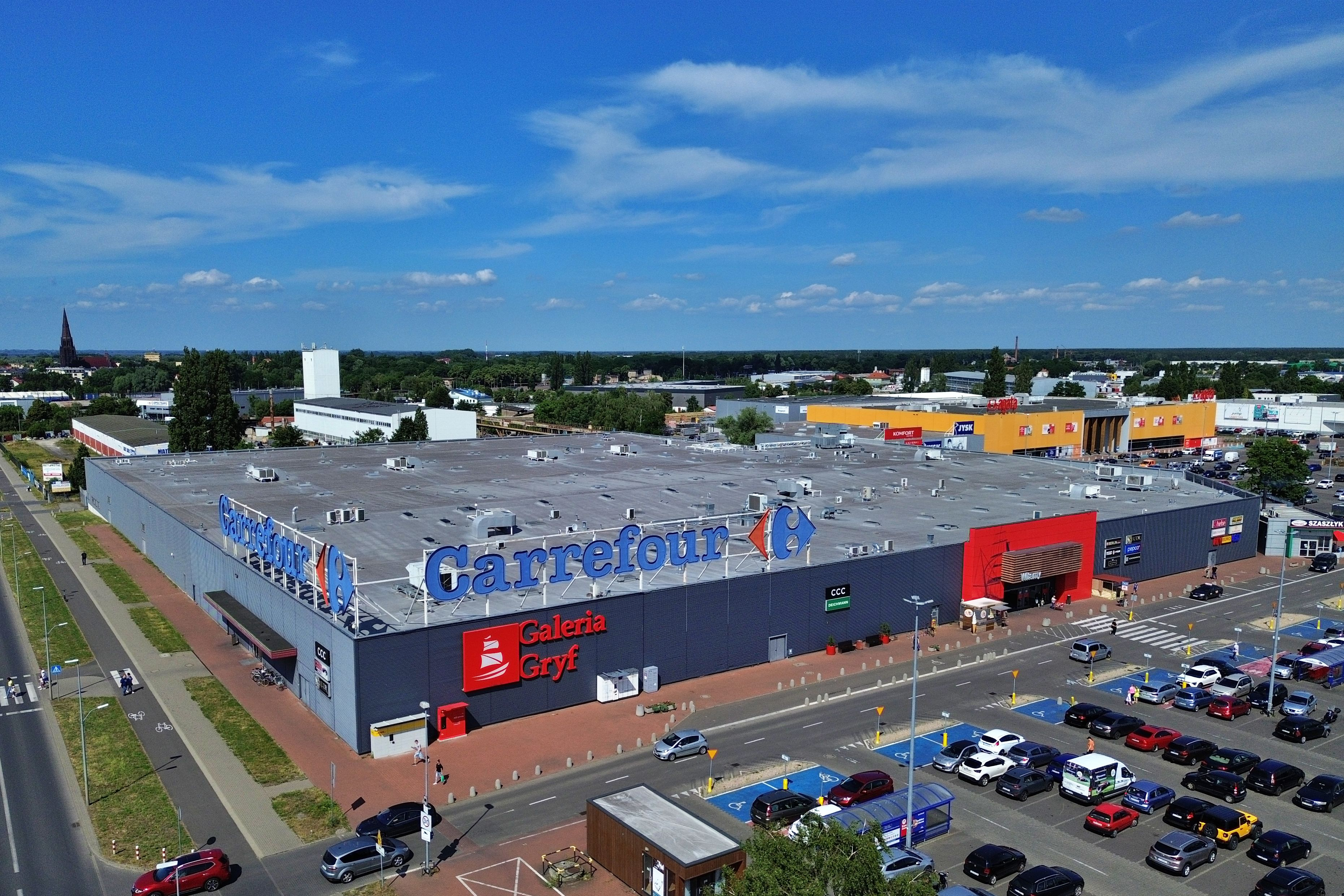
„Gryf”

- Galeria Gryf – centrum handlowe na Prawobrzeżu otwarte w grudniu 2007 o powierzchni handlowej 19000 m². Dużą część tej powierzchni zajmuje hipermarket Carrefour. Centrum posiada ponadto około 40 sklepów oraz strefę restauracyjną i ponad 1,2 tys. miejsc parkingowych[33][34].

- Auchan Kołbaskowo – centrum handlowe zlokalizowane na terenie gminy Kołbaskowo, niedaleko granicy miasta Szczecin, wsi Ustowo oraz ulicy Floriana Krygiera i Ronda Hakena, otwarte w październiku 2008[35] i zmodernizowane w 2019 roku[36]. Oprócz hipermarketu Auchan na terenie galerii handlowej działa około 40 sklepów i punktów gastronomicznych. Powierzchnia handlowa wynosi 21 731 m², w tym około 12 500 m² zajmuje market Auchan[37]. Przed centrum handlowym znajduje się prawie 1,6 tys. miejsc parkingowych[38]. W sąsiedztwie działają market budowlany Leroy Merlin oraz sklep sportowy Decathlon.

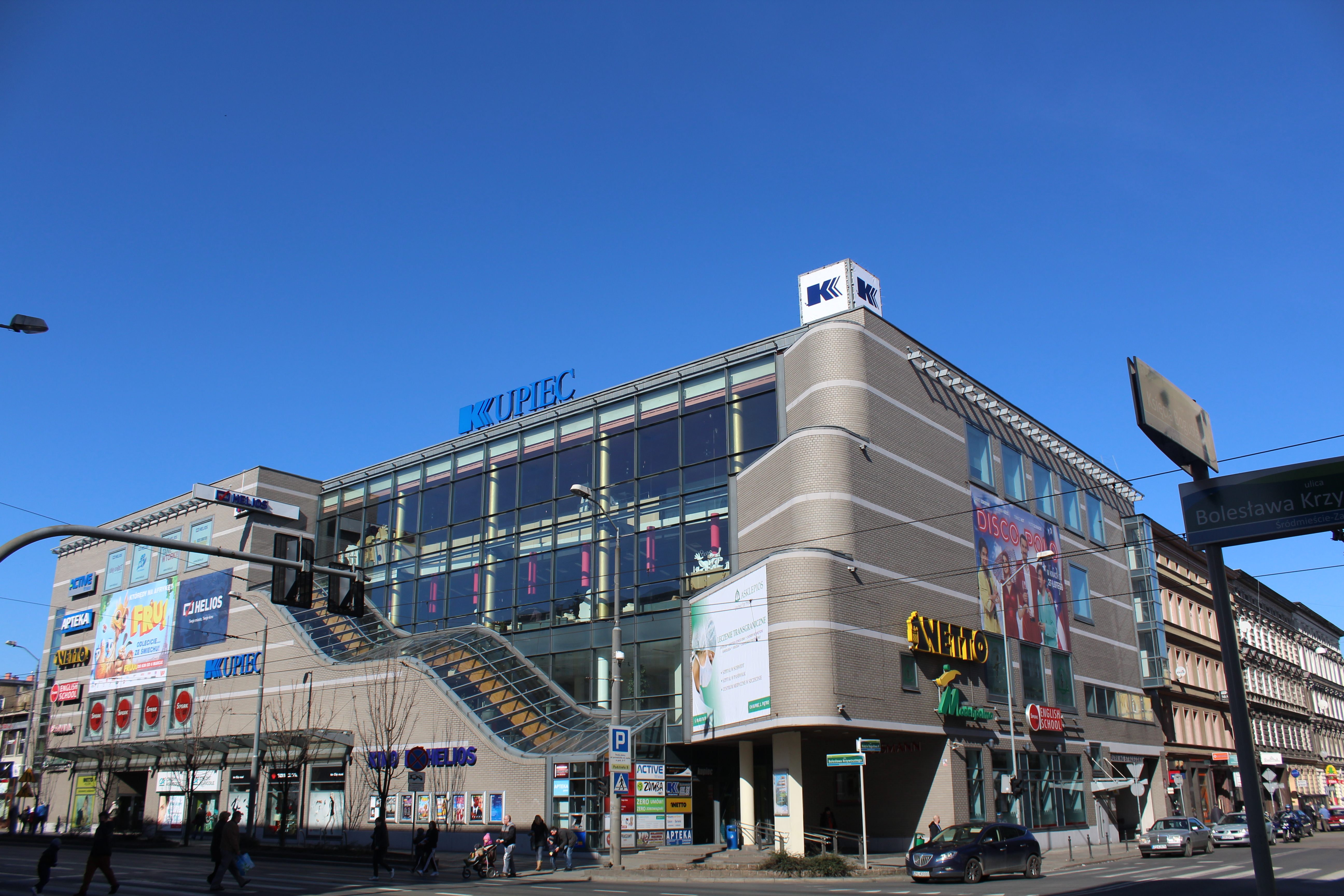
„Kupiec”

- Centrum Handlowe Kupiec – centrum handlowe przy ulicy Krzywoustego o 5 kondygnacjach i powierzchni użytkowej 9 877 m². Obiekt został otwarty w 2003[39]. Jedno z pięter obiektu zajmuje 4-salowy multipleks kinowy – Centrum Filmowe Helios[40]. Ponadto na terenie centrum działa supermarket Netto, siłownia McFIT oraz około 20 sklepów i punktów usługowych.

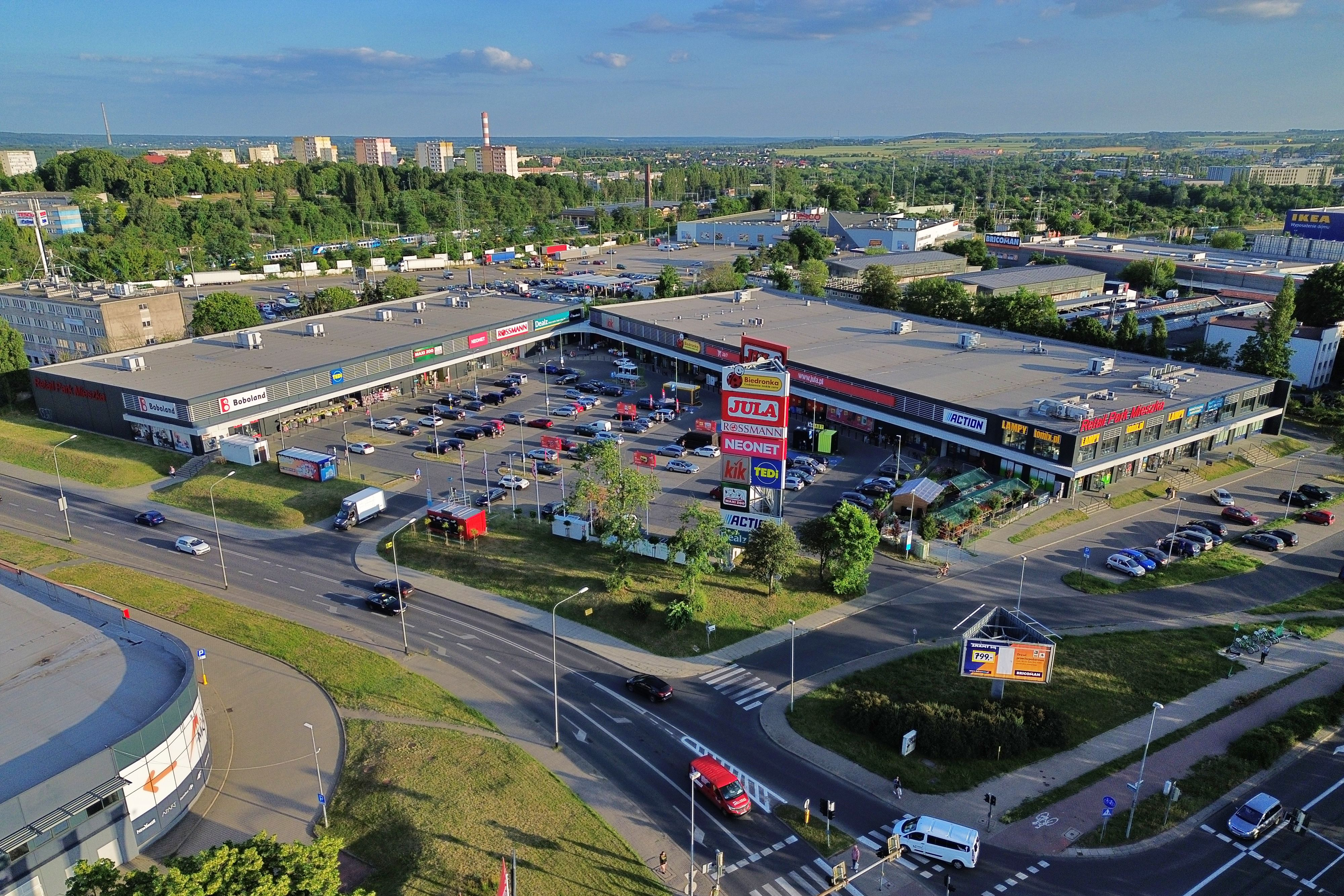
Retail Park Mieszka

- Retail Park Mieszka – park handlowy przy ulicy Mieszka I w dzielnicy Pomorzany. Działa tu kilkanaście sklepów specjalistycznych, m.in. Biedronka, Neonet, Jula czy Action. Otwarcie nastąpiło w kwietniu 2020 a powierzchnia handlowa wynosi 10 000 m².[41]
- Rondo Hakena Park – park handlowy w dzielnicy Gumieńce, przy Rondzie Hakena. Obiekt o powierzchni handlowej 10 500 m² został otwarty w maju 2020 a swoje sklepy mają tu m.in. Biedronka, Media Expert czy Martes Sport. Nieopodal działa ponadto stacja paliw Orlen. Do dyspozycji klientów jest 450 miejsc parkingowych[42].

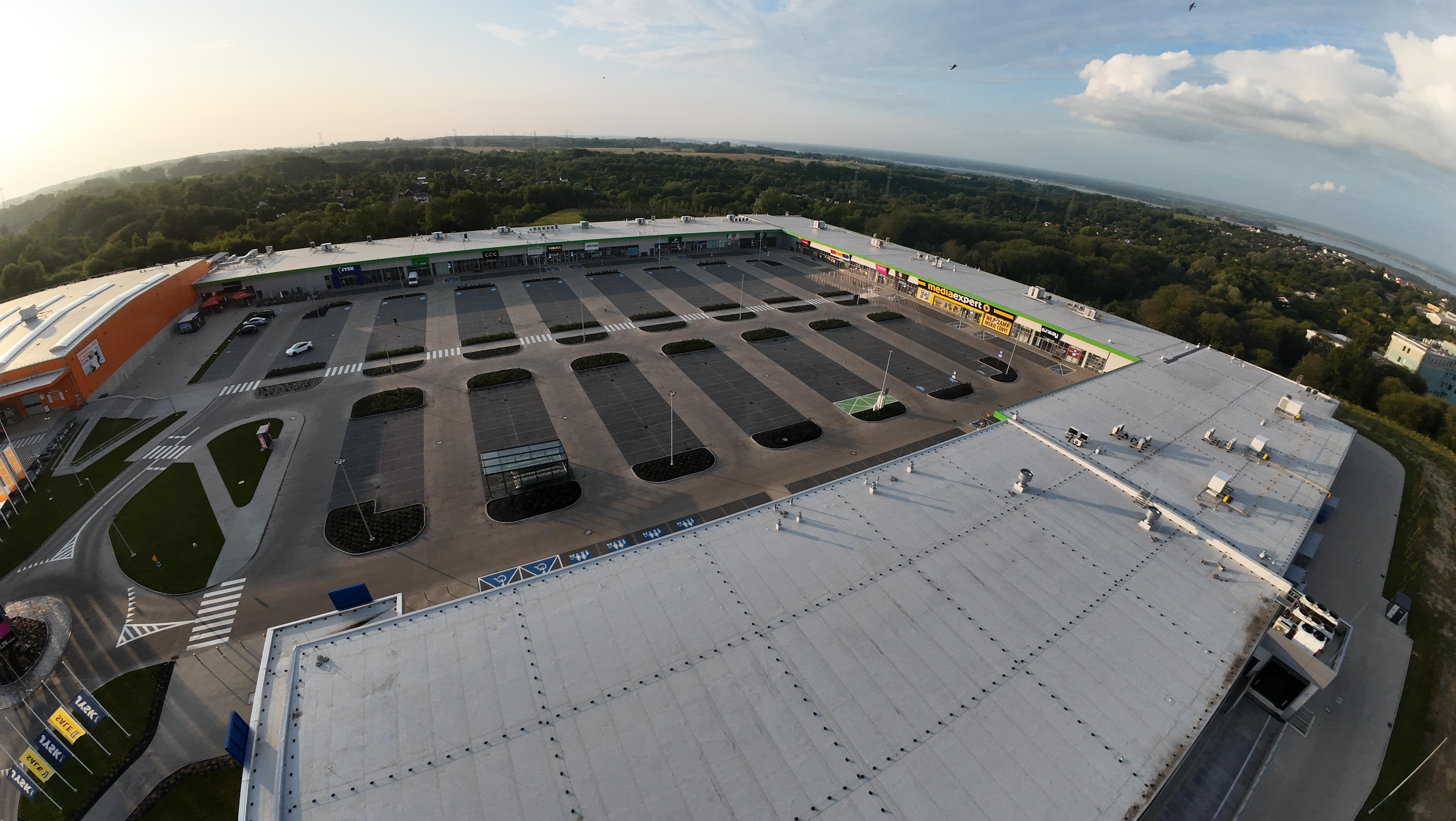
"Vendo Park Szczecin"

- Vendo Park Szczecin - park handlowy na Północy Szczecina, na granicy dzielnic Bukowo i Stołczyn, o powierzchni użytkowej 23 884 m², z którego większość jest zajęta przez sklep OBI. Jest on największym obiektem handlowym spółki Trei Real Estate Poland, oraz jednym z największych parków handlowych w Polsce. Obiekt został otwarty 28 listopada 2024 na miejscu dawnej fabryki domów. Znadjują sie tam 22 sklepy, w tym Lidl, Media Expert, Action, oraz Martes Sport. Nieopodal stoi sklep Biedronka oraz restauracja McDonald's. Do dyzpozycji klientów jest 856 miejsc parkingowych.

- Stara Cegielnia – osiedlowe centrum handlowe na Niebuszewie o powierzchni użytkowej 2 900 m²[43]. Centrum to oferuje 17 sklepów oraz 110 miejsc parkingowych. Obiekt został oddany do użytku w listopadzie 2008.

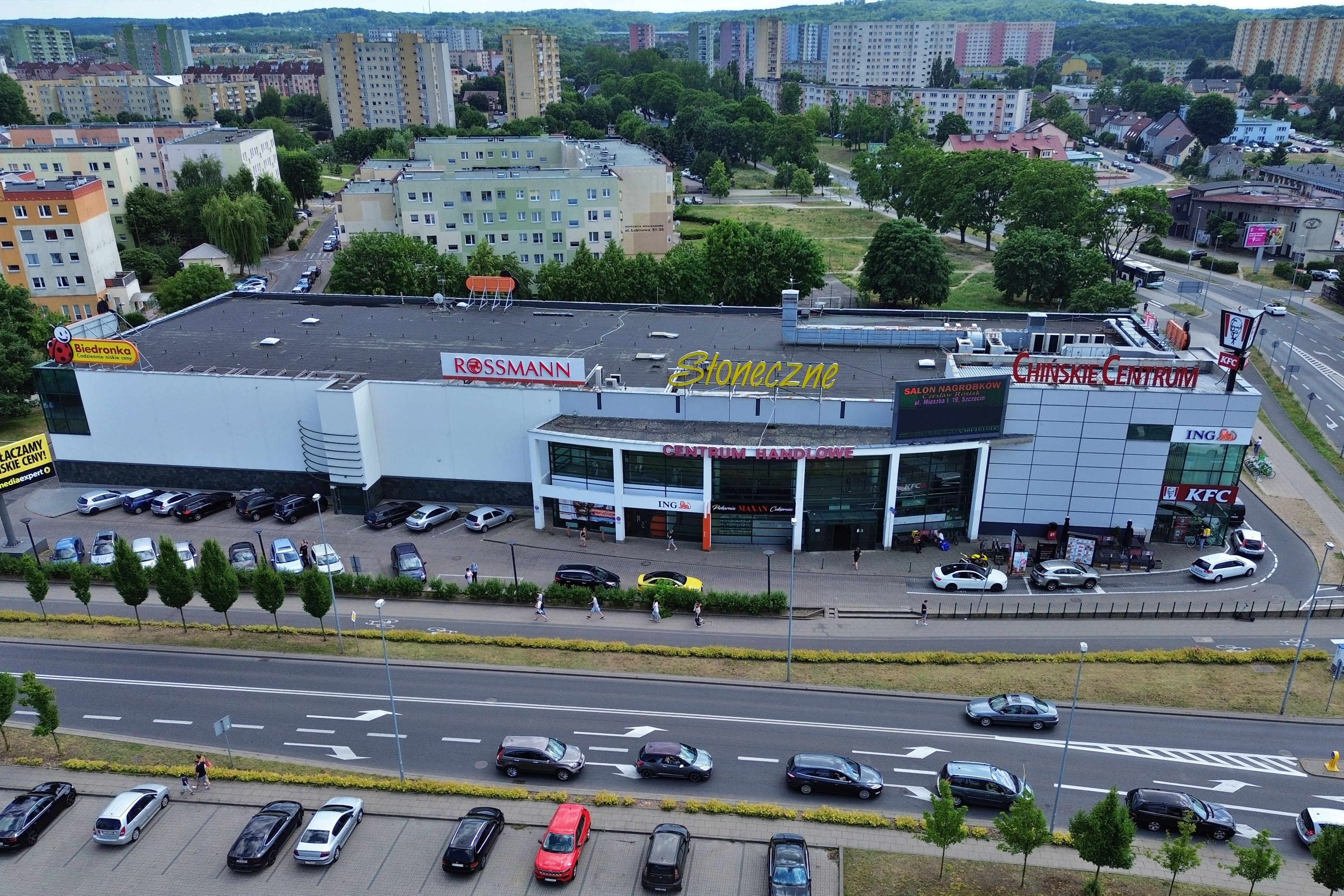
„Słoneczne”

- Słoneczne Centrum Handlowe – osiedlowe centrum handlowe na Prawobrzeżu o powierzchni użytkowej 4 271 m²[44], w którym mieści się supermarket Biedronka, salon ze sprzętem elektrycznym i kilkanaście innych sklepów. Centrum otwarto w 1997[45].

- Pasaż Helios – osiedlowe centrum handlowe na Prawobrzeżu, na osiedlu Słonecznym. Znajduje się w nim sklep Netto[46].
- MMG Centers Szczecin - park handlowy na Prawobrzeżu. Swoje sklepy mają tu m.in. Decathlon, Aldi i Action[47]